# Kassaújfalu
Kassaújfalu (szlovákul: Košická Nová Ves, németül: Neudorf) Kassa városrésze Szlovákiában, közigazgatásilag a Kassai kerület Kassai III. járásához tartozik. Területe 9,45 km².

## Fekvése
Kassa óvárosától keletre fekszik.

## Története
1297-ben említik először, ekkor épült Szent László király tiszteletére szentelt temploma. Kassa városához tartozó falu volt. 1317-ben említik plébániáját és Miklós nevű papját, aki 6 garas adót fizetett. A 15. században a kipusztult magyar lakosság pótlására németeket telepítettek ide. 1427-ben húsz portát számláltak a faluban. Kassaújfalu már a 16. században híres volt borászatáról. Lakói részt vettek a Rákóczi-szabadságharcban.
A 18. század végén Vályi András így ír róla: „ÚJFALU. Kassa, Jászó, Szikszó Újfalu. Abaúj Vármegyében.”
1826-ban 864-en lakták. Fényes Elek 1851-ben kiadott geográfiai szótárában így ír a faluról: „Ujfalu (Kassa), Neudorf, Kossicka Nowawes, Abauj vármegyében, tót falu, Kassához keletre 1 1/2 órányira: 855 kath. lak., kik szőlőt müvelnek, hizott sertéssel, hussal, szalonnával Kassára jutalmas kereskedést folytatnak. Kat. paroch. templom. F. u. Kassa városa.”
1896-ban 152 házában 1160 lakosa volt. Lakói főként mezőgazdasággal, szőlőtermesztéssel, borászattal, favágással, valamint Kassa városának végzett bérmunkákkal foglalkoztak.
Borovszky Samu monográfiasorozatának Abaúj-Torna vármegyét tárgyaló része szerint: „A Kassai-hegy keleti lejtőjén, félórányira Kassától van Kassa-Ujfalu, 152 házzal és 1160 tótajku lakossal, akik nagyobbára sertéstenyésztéssel foglalkoznak. Ők szállitják a kassai piaczra az országszerte ismert »kassai« sonkát. Posta- és táviróállomás Kassa.”
1920 előtt Abaúj-Torna vármegye Kassai járásához tartozott, majd az új Csehszlovák államhoz csatolták. 1938 és 1945 között ismét Magyarország része.
1990-óta közigazgatásilag Kassa városához tartozik.

## Népessége
1910-ben 1215, túlnyomórészt szlovák anyanyelvű lakosa volt.
2003-ban 2259 lakosa volt.
2011-ben 2571 lakosából 2103 szlovák volt.

## Nevezetességei
- Szent László tiszteletére szentelt, római katolikus templomát 1771-ben Eszterházy Károly egri püspök építtette.